# Recettore nucleare farnesoide X
Il recettore nucleare farnesoide X in lingua inglese nuclear receptor farnesoid X o  farnesoid X receptor (FXR)  o recettore per gli acidi biliari bile acid receptor (BAR) o anche NR1H4 (receptore nucleare subfamiglia 1, gruppo H, membro 4) è un recettore intracellulare del nucleo cellulare codificato nell'uomo dal gene NR1H4.

## Attività
FXR è un recettore molto presente nell'intestino e nel fegato. Esso lega gli acidi biliari e l'acido chenodesossicolico, ed una volta attivato dal legame con questi migra nel nucleo della cellula sotto forma di eterodimero attivando degli elementi di risposta ormonali nel nucleo (ER). Questi elementi di risposta nucleari a loro volta sovraregolano dei geni che controllano la produzione del colesterolo come il colesterolo 7 alfa-idrossilasi (CYP7A1), l'enzima limitante nella sintesi degli acidi biliari dal colesterolo.
Con un meccanismo di feedback negativo la sintesi degli acidi biliari è inibita quando i livelli cellulari sono elevati. L'FXR è stato trovato anche essere importante nella regolazione dei livelli di trigliceridi epatici.
Studi hanno anche dimostrato che l'FXR regola l'espressione e l'attività delle proteine di trasporto epiteliali coinvolte nell'omeostasi dei fluidi nell'intestino, infatti il recettore è un regolatore della conduttanza transmembrana della fibrosi cistica (CFTR).